# Microrégion de Foz do Iguaçu
La microrégion de Foz do Iguaçu est l'une des trois microrégions qui subdivisent l'ouest de l'État du Paraná au Brésil.
Elle comporte 11 municipalités qui regroupaient 460 220 habitants en 2006 pour une superficie totale de 5 580 km².

## Municipalités[1]
- Céu Azul
- Foz do Iguaçu
- Itaipulândia
- Matelândia
- Medianeira
- Missal
- Ramilândia
- Santa Terezinha de Itaipu
- São Miguel do Iguaçu
- Serranópolis do Iguaçu
- Vera Cruz do Oeste